# Iriao
Iriao (en georgiano: ირიაო) es un grupo musical georgiano de Jazz y World music que fue fundado en el año 2013. Está formado por David Malazonia, George Abashidze, Mikheil Javakhishvili, Bidzina Murgulia, Nugzar Kavtaradze, Levan Abshilava y 
Shalva Gelekva.
El día 1 de enero de 2018 fueron elegidos de manera interna como los representantes de Georgia en el Festival de la Canción de Eurovisión 2018.